# Pierre-Paul Durieu
Pour les articles homonymes, voir Durieu.
Pierre-Paul Durieu, né le 3 décembre 1830 à Saint-Pal-de-Mons en France et mort le 1er juin 1899 en Colombie-Britannique, est un missionnaire catholique des Oblats de Marie-Immaculée et évêque de l'archidiocèse de Vancouver.

## Biographie
Pierre-Paul Durieu et son frère suivent leur instruction au petit séminaire de Monistrol-sur-Loire. Pierre-Paul Durieu se sent alors appelé à servir dans les missions à l'étranger et il entre au noviciat de la congrégation des Oblats de Marie-Immaculée à Notre-Dame-de-l'Osier le 31 octobre 1848. Il prononce ses vœux religieux le 1er novembre de l'année suivante. Ensuite, il fait ses études en préparation pour les ordres au séminaire des Oblats à Marseille.
En 1854, Pierre-Paul Durieu est ordonné prêtre par Eugène de Mazenod, fondateur de cette congrégation cléricale, et, après avoir été envoyé pour une formation en anglais et en théologie, il est envoyé dans les missions de l'Oregon, où il sert à la mission de Sainte-Marie dans la région de l'Okanagan en Colombie-Britannique. En 1875, Pierre-Paul Durieu est consacré comme évêque coadjuteur pour le vicariat apostolique de la Colombie-Britannique par Mgr Louis-Joseph d'Herbomez, vicaire apostolique. À la mort de Mgr d'Herbomez, Pierre-Paul Durieu devient vicaire apostolique, et plus tard, le premier évêque de New Westminster (qui devient plus tard l'archidiocèse de Vancouver).

## Source
- Dictionnaire biographique du Canada
- Rechercher dans l'état civil de la Haute-Loire (archives43.fr)